# 斯坦尼斯拉夫·比尼茨基
斯坦尼斯拉夫·比尼茨基（[Станислав Бинички] 错误：{{Langx}}：無法辨識語言標籤 sr-cyr（帮助），1872年7月27日—1942年2月15日），塞尔维亚作曲家、指挥家和音乐教育家，师从于德国作曲家約瑟夫·賴因貝格爾。1889年成为贝尔格莱德国家剧院歌剧部的第一任总监，并在1899年开始与贝尔格莱德军乐团合作。1903年，比尼茨基创作了塞尔维亚的第一部歌剧《破晓时分》。1911年，他创建了第二所塞尔维亚音乐学院。比尼茨基于第一次世界大战爆发后加入了塞尔维亚军队，并在策爾戰役取得胜利后创作了他最著名的作品之一《德里纳河进行曲》。他于1920年从贝尔格莱德国家剧院歌剧部门总监的职位上退休，1942年比尼茨基在贝尔格莱德逝世。斯坦尼斯拉夫·比尼茨基被誉为19世纪70年代塞尔维亚最主要的作曲家之一。

## 生平
斯坦尼斯拉夫·比尼茨基于1872年7月27日出生在塞尔维亚公国克魯舍瓦茨附近的雅西卡村（Jasika）。他师从作曲家賴因貝格爾在贝尔格莱德和慕尼黑学习。他在1889年担任贝尔格莱德国家剧院的第一任歌剧部总监。1899年，比尼茨基开始与贝尔格莱德军乐团合作。他极大地丰富了该军乐团的演出曲目，如舒伯特的《第8號交響曲》、瓦格纳《黎恩濟》的序曲、德沃夏克的《斯拉夫舞曲》和门德尔松的《第四号交响曲》。比尼茨基创作的第一部塞尔维亚歌剧《破晓时分》于1903年首演，当时的音乐评论家约翰·沃拉克将这部歌剧描述为一部具有开创意义的作品，并赞扬比尼茨基巧妙地运用对比鲜明的音乐风格来描绘塞尔维亚人和土耳其人之间的斗争和冲突。
1911年，比尼茨基建立了第二所塞尔维亚音乐学院。比尼茨基之后分别指挥了贝多芬的《第九号交响曲》和海顿的《創世紀》在塞尔维亚地区的第一次演出。1912年，他创作了一部名为《追思》（Memorial Service）的音乐作品。比尼茨基作品的器乐设置和舞台音乐普遍融合了来自塞尔维亚本土、中东和意大利的元素。他所创作的合唱作品大多是塞尔维亚民族音乐的代表。
在比尼茨基的鼓励下，贝尔格莱德国家剧院在1913-1914年演出了歌剧《遊唱詩人》、《贾米莱》、《魔彈射手》、《維特》和《迷娘》。1914年夏天，由于第一次世界大战爆发的原因，贝尔格莱德国家剧院被迫中断工作，而比尼茨基在开战后加入了塞尔维亚军队。为纪念塞尔维亚在塞尔战役中的胜利，比尼茨基创作了他最为著名的音乐作品《德里纳河进行曲》，并将其献给了他在军中最敬仰的指挥官米利沃耶·斯托亚诺维奇上校，而斯托亚诺维奇不幸在战斗中阵亡。该作品最初名为《走向胜利》（March to Victory）。一些学者推测，比尼茨基对该作品的创作是基于奥斯曼土耳其风格的進行曲。
1915年，塞尔维亚受到奥匈帝国、德意志帝國和保加利亞王國的入侵。塞尔维亚的防线迅速瓦解，而塞军队则被迫进行战略性的大撤退。贝尔格莱德军乐团也因此失去了所有的乐器和音乐档案。塞尔维亚在这场大撤退中死伤众多，但比尼茨基幸存了下来，并设法到达希腊的科孚岛。在那里他重新收集了新的乐器并重制了乐谱，同时还在科孚国家剧院安排了一场音乐会。比尼茨基和其他的塞尔维亚音乐家于1917年在法国巡演，在巴黎演出了三场音乐会。比尼茨基在战争结束后重返巴尔干半岛，并在南斯拉夫王國境内各大城镇内组织了为期六个月的巡演。 1920年，比尼茨基从贝尔格莱德国家剧院歌剧部的总监之职退休，并由塞尔维亚指挥家斯蒂芬·赫里斯蒂奇接任。斯坦尼斯拉夫·比尼茨基于1942年2月15日在贝尔格莱德逝世。

## 文献
- Warrack, John; West, Ewen.  3. Oxford: Oxford University Press. 1996. ISBN 0-19-280028-0.
- Gordy, Eric D. . University Park, Pennsylvania: Pennsylvania State University Press. 1999  [2021-02-14]. ISBN 0-271-01958-1. （原始内容存档于2020-09-10）.
- Milanović, Biljana. . Rōmanou, Katy  (编). . Chicago, Illinois: Intellect Books. 2009  [2021-02-14]. ISBN 978-1-84150-278-6. （原始内容存档于2014-04-15）.
- Samson, Jim. . Leiden, Netherlands: Brill. 2013. ISBN 978-90-04-25038-3.
- Strimple, Nick. . Milwaukee, Wisconsin: Hal Leonard Corporation. 2005  [2021-02-14]. ISBN 978-1-57467-122-3. （原始内容存档于2014-06-22）.
- Tomašević, Katarina. . Rōmanou, Katy  (编). . Chicago, Illinois: Intellect Books. 2009  [2021-02-14]. ISBN 978-1-84150-278-6. （原始内容存档于2014-04-15）.

## 外部連結
- 斯坦尼斯拉夫·比尼茨基的免费乐谱，由国际乐谱典藏计划提供